# Гудинг (окръг)
Окръг Гудинг (на английски: Gooding County) е окръг в щата Айдахо, Съединени американски щати. Площ 1901 km² (0,88% от площта на щата, 36-о място по големина). Население – 15 124 души (2017), 0,94% от населението на щата, гъстота 7,96 души/km². Административен център град Гудинг.
Окръгът е разположен в южната част на щата. Граничи със следните окръзи: на запад – Елмор, на север – Камас, на изток – Линкълн, на югоизток – Джелъм, на юг – Туин Фолс. Окръгът е разположен в средната част на обширната междупланинска равнина на река Снейк, като надморската височина постепенно се повишава от 800 m по долината на Снейк на юг до към 1800 m на север. На юг по границата с окръг Туин Фолс протича част от горното течение на река Снейк (ляв приток на Колумбия), а западно от град Гудинг в нея се влива десният ѝ приток Литъл Ууд.
Най-голям град в окръга е административният център Гудинг 7960 души (2010 г.), втори по големина е град Уендъл 2782 души (2010 г.), разположен на 19 km южно от Гудинг. Други по-големи населени места са градовете: Хагърман 872 души (2010 г.) и Блис 318 души (2010 г.).
През окръга преминават участъци от 1 междущатска магистрала 2 междущатски шосета:
- Междущатска магистрала  – 28 мили (45 km), от северозапад на югоизток;
- Междущатско шосе  – 26 мили (41,8 km), от запад на изток, в т.ч. пред административния център Гудинг;
- Междущатско шосе  – 20 мили (32,2 km), от север на юг, покрай десния бряг на река Снейк.

Окръгът е образуван на 28 януари 1913 г. и е наименуван в чест на Франк Гудинг (1861 – 1928), 7-и губернатор на Айдахо (1905 – 1909) и сенатор в американския конгрес (1920 – 1928).